# FNN衆院選2014 THE SENKYO 〜ニッポンをしゃべり倒す!〜
『FNN衆院選2014 THE SENKYO 〜ニッポンをしゃべり倒す!〜』（エフエヌエヌしゅういんせんにせんじゅうよん ザ・センキョ にっぽんをしゃべりたおす）は、フジテレビ（FNN系列）で放送された、2014年（平成26年）12月14日に投開票された第47回衆議院議員総選挙の選挙特別番組。

## 概要
『FNNスーパーニュース』の安藤優子と『Mr.サンデー』の宮根誠司がMCとしてタッグを組み、番組タイトルは前枠で放送される『THE MANZAI』の流れを引き継いだものとなっている。フジテレビ社長亀山千広は「『THE MANZAI』と『THE SENKYO』で流れを作る」との方針を示した。

## 放送時間
第1部・2部
- 19:58 - 24:00

第3部
- 翌0:15 - 1:55

※翌0:00 - 0:15は『すぽると!』放送のため中断。

## 出演者
※特記のない者はフジテレビアナウンサー（当時のものも含む）。

### 第1部・2部
総合司会
- 安藤優子（ニュースキャスター）
- 宮根誠司（フリーアナウンサー）

開票速報キャスター
- 伊藤利尋
- 椿原慶子

中継キャスター
- 生野陽子
- 大島由香里
- 斉藤舞子
- 榎並大二郎
- 酒主義久
- 木村拓也
- 松村未央

ネットナビゲーター
- 津田大介（ジャーナリスト）

コメンテーター
- 櫻井よしこ（ジャーナリスト）
- 小幡績（慶応義塾大学大学院助教）
- 伊藤惇夫（政治アナリスト）
- 古市憲寿（社会学者）
- 荻原博子（経済ジャーナリスト）
- ロバート・キャンベル（東京大学大学院教授）
- 凌星光（日中科学技術文化センター理事長）

### 第3部
総合司会
- 野島卓
- 佐々木恭子

開票速報キャスター
- 奥寺健
- 竹内友佳

解説
- 平井文夫（フジテレビ報道局 解説副委員長）

コメンテーター
- 江上剛（作家）
- 古市憲寿（社会学者）

## 系列局の対応
随時地元選挙区の情報を挿入するためのローカル差し替えも行なわれた。
- 関西テレビは『スーパーニュースアンカー』をベースに制作した『アンカースペシャル』として第1・2部の大半を差し替えた[2]。
- 東海テレビは『東海テレビスーパーニュース』をベースに選挙速報を制作し、東海3県の開票情勢を報道した[3][4]。
- 北海道文化放送は、『U型ライブ』『Super NEWS U』をベースに制作した『THE SENKYO 北海道 開票速報』として第1部から第3部の大半を差し替えた[5][6]。
- テレビ西日本は、『TNCスーパーニュース』をベースに選挙速報を制作し、福岡県内の開票情勢を報道した[7][8][9][10]。